# 爪哇脚骨脆
爪哇脚骨脆（学名：Casearia velutina）为大风子科脚骨脆属下的一个种。

## 扩展阅读
- 維基物種上的相關：爪哇脚骨脆